# Allocazione dei costi
L'allocazione dei costi è un metodo utilizzato in azienda per addebitare le voci di costo presenti in budget a ciascun centro di costo specifico che li ha direttamente o indirettamente generate tramite degli indicatori statistici.

## Tipologie di allocazione dei costi
Si distinguono tre metodi principali di allocazione:
- Ripartizione: la voce di costo viene addebitata a ciascun centro di costo mantenendo la sua natura (voce di costo primaria). Supponiamo ad esempio di voler allocare la voce “spese telefoniche”, usando l'indicatore statistico “% scatti telefonici”, dato per ipotesi il totale di scatti telefonici (100) ed il numero di scatti dei due centri di costo a cui attribuirli (60 e 40). Si determina innanzi tutto la percentuale di scatti attribuibile a ciascun centro (60% e 40%) e si utilizza la stessa per suddividere la voce di costo totale. In questo modo anziché un'unica voce di costo [spese telefoniche=100] si avranno due voci distinte [spese telefoniche C.d.C.1=60]+[spese telefoniche C.d.C.2=40].

- Distribuzione: la voce di costo viene addebitata a ciascun centro di costo perdendo la sua natura iniziale (voce di costo secondaria). Supponiamo che oltre alle spese telefoniche si voglia allocare anche le spese per l'utilizzo della rete internet. Può essere in questo caso utilizzata un'unica voce di costo “spese comunicazione” (voce di costo secondaria) con cui allocare le precedenti in base ad esempio all'indicatore statistico “utenti” che rileva il numero di dipendenti che usano telefono ed internet per lavoro. In questo modo si perderà il dettaglio della voce di costo originaria. [spese telefoniche=100]+[spese internet=100]=[spese comunicazione=200] che possono ad esempio essere suddivise in [spese comunicazione C.d.C.1=120]+[spese comunicazione C.d.C.2=80].

- Ribaltamento: la voce di costo viene addebitata secondo una tariffa pianificata sul centro di costo interessato. Se si volesse ad esempio allocare la voce di costo “consulenza” lo si potrebbe in questo caso fare in funzione della tariffa oraria dei consulenti.